# Georgina Latre i Giró
Georgina Latre i Giró (Barcelona, 23 de desembre del 1988) és una actriu catalana de teatre, cinema i televisió; ha estat coprotagonista de la sèrie televisiva Ventdelplà en els anys 2005-2010.

## Biografia
Començà a actuar als nou anys, a l'escola, i des dels 13 estudia interpretació (i posteriorment direcció) al Centre d'Estudis de Veu, Interpretació i Dansa Eòlia; posteriorment estudià a l'École Internationale de Théâtre Jacques Lecoq, de París. La temporada 2005-2006 col·laborà al programa Freqüència oberta, de ràdio Tiana, portant-ne la secció de crítica teatral i cinematogràfica. Entre els anys 2005 i 2010 interpretà el paper de la Isona Delmàs Clarís a la sèrie de TV3 Ventdelplà.

## Premis
Al 2016 va rebre el III Premi Anita, Memorial Anna Lizaran, per la seva interpretació a Vilafranca, de Jordi Casanovas, un premi que s'atorga anualment a la vila d'Esparreguera a una interpretació revelació que hagi sorprès per la seva excel·lència.

## Sèries i programes de televisió
- Ventdelplà (2005-2010), 300 episodis
- El pacto (2009)[5]

## Cinema
- Otros días vendrán (2005), d'Eduard Cortés
- Forasters (2008), de Ventura Pons
- Refugi 115 (2011), d'Ivan Villamel Sánchez. Curtmetratge
- Antonio cumple 50 (2014), d'Alejandro Mira
- Vilafranca (2017), de Lluís Maria Güell. TV Movie. Basada en l'obra teatral Vilafranca, de Jordi Casanovas[6]

## Teatre
- Hikikomori (2009), de Jordi Faura, a la Sala Villarroel (Barcelona)
- 5 noies i un vestit (2009), d'Alan Ball, dirigida per Víctor Álvaro en la reobertura de l'Almeria Teatre (Barcelona)[7]
- Consell familiar (2013), de Cristina Clemente, a la Sala Beckett (Barcelona), amb direcció de Jordi Casanovas
- Vilafranca, un dinar de festa major (2015), de Jordi Casanovas, en representació itinerant
- Alhayat o la suma dels dies (2020), amb la Companyia La Viciosa, Teatre Maldà[8]
- 42 KM, de Manel Arévalo (obra guanyadora de la Beca Odisseu 2018), La Gleva Teatre.[9]
- L'hèroe (2020), al Teatre Nacional de Catalunya sota la direcció de Lurdes Barba i Rodríguez.[10]